# Seznam glasbenih zvrsti
Seznam glasbenih zvrsti

## Sodobna popularna glasba
- acid jazz
- alternativni rap
- alternativni punk
- alternativni rock
- art rock
- ambient
- amen break
- americana
- avantgardni rock
- beat
- bebop
- big beat
- black metal
- bluegrass
- blues
- boogie-woogie
- bossa nova
- britanski blues
- britanski pop (britpop)
- cajun
- canterbury
- cool
- country
- cow punk
- dance
- dancehall
- death metal
- disko
- dixieland
- dream pop
- duhovna ritmična glasba (DRG)
- drum in bass
- dub
- dub reggae
- eksperimentalni rock
- elektronska glasba
- elektropop (electropop)
- elektrorock /elektronski rock
- emo (~ emocore)
- etno-jazz
- fado
- filmska glasba
- folk
- folk rock
- free jazz
- funk
- funky drummer
- fusion
- gabber (~ gabba)
- gangsta rap
- garažni rock (garage rock)
- glam rock
- Goa trance
- gospel
- gotski rock (gothic rock)
- grunge
- happy hardcore
- hard rock
- hardcore punk
- heavy metal
- hilbilly
- hip hop
- hot
- house
- indie rock
- industrijska glasba (industrial)
- industrijski rock
- J-pop
- J-rock
- jangle pop
- jazz
- jazz rap
- jazz rock
- jodlanje
- jump blues
- jumpstyle
- K-pop
- kalipso
- krautrock
- lovers rock
- mariachi
- marš
- math rock
- mento
- merengue
- merseybeat
- metal (+ podzvrsti)
- metalcore
- minimal
- mod
- neo-klasicistični rock
- neo-progresivni rock
- Neue Deutsche Härte
- Neue Deutsche Welle
- new age
- no wave
- noise pop
- nova romantika (new romantics)
- novi val (new wave)
- nu soul (~ nouvelle-soul, neo soul)
- Oi!
- plesna glasba
- pop folk
- pop glasba
- pop punk
- pop rock
- post punk
- power pop
- progresivni metal
- progresivni rock
- progresivni folk rock
- prosto-progresivni rock
- psihedelični pop
- psihedelični rock
- psychobilly
- punk
- punk rock
- queercore
- ragga
- ragtime
- rai
- rap
- rapcore
- reggae
- reggeton
- ritem in blues (rhythm & blues)
- Riot Grrl
- rock
- rock & roll
- rock steady
- rockers reggae
- rockabilly
- roots rock
- roots rock reggae
- sadcore
- salsa
- screamo
- shoegazing
- sibirski samomorilski post punk
- simfonični rock
- ska
- ska punk
- skiffle
- slowcore
- soca
- son
- soul
- space rock
- spiritual
- straight edge
- surf rock
- swing
- synth pop
- šramel
- tango
- techno
- težkometalni rock (heavy metal)
- texmex
- thrash metal
- trance
- trip hop
- turbo folk
- twee pop
- Zeuhl